# Hôtel d'Albi de Brès
L'hôtel d'Albi de Brès, aussi appelé hôtel Forbin de la Fare est un hôtel particulier situé au n° 15 de la rue Marie et Pierre Curie, à Aix-en-Provence (France).

## Historique
La famille d'Albi, supposément noble depuis le XIVe siècle, compte des seigneurs de Brès, près de Rogne. La branche aînée, propriétaire de la terre de Brès, a exercé la charge de conseiller à la chambre des comptes pendant trois générations au XVIe siècle, et s’est fondue en 1612 dans la famille d’Aymar de Châteaurenard, qui a elle-même repris le nom "d’Alby".
Cet hôtel particulier était la propriété des d'Albi au XVIe siècle, il passe ensuite aux Forbin, seigneurs de La Fare et de Sainte Croix, jusqu’en 1720.

## Architecture
La façade, datant du milieu du XVIIIe siècle, est sobre et sa porte d'entrée est surmontée d'un mascaron féminin.

## Informations complémentaires
Le bâtiment est maintenant divisé en résidences privées et n'est pas ouvert à la visite.